# Şükran Albayrak
Şükran Albayrak (Kartal, Istanbul, 12 de maig de 1982) és una jugadora de basquetbol turca. Després de deixar el esport va ser presentadora i comentadora d'esports (bàsicament basquetbol). Va ser escollida 93 vegades a la selecció de basquetbol de Turquia. També va guanyar varies copes amb Fenerbahçe d'Istanbul.